# Takuya Sugi
Takuya Sugi (Shizuoka, 6 ottobre 1983) è un wrestler giapponese.
Combatte attualmente nel circuito delle federazioni indipendenti giapponesi con diversi pseudonimi come El Blazer o Yoshitsune. Nelle sue apparizioni nella All Japan Pro Wrestling (AJPW) usa il nome di AHII, mentre nella HUSTLE combatte come HUSTLE Kamen Ranger Red.

## Carriera
Ha lavorato per molte promotions giapponesi: debuttò nel 2003 nella Toryumon Messico e più tardi nella Toryumon X con la gimmick di Mini CIMA (ミニCIMA), una versione più piccola del wrestler giapponese CIMA, lottando in team con SUWAcito e Small Dandy Fuji con i quali ha dato vita alla stable Mini CMAX.
Nel 2004 si accasò alla Michinoku Pro Wrestling (MPW) dove debuttò come Michinoku Ranger Gold nel corso del Michinoku Pro Futuritabi Tag Team Tournament 2004; in seguito cambiò il suo nome in Shanao (遮那王) raggiungendo un grande successo nel feud con Kagetora.
Verso la fine del 2005 Sugi cambiò nuovamente identità, diventando Yoshitsune (義経), gimmick ispirata alla figura del samurai Yoshitsune Minamoto. Yoshitsune non ha mai vinto un Titolo, ma guadagnò la possibilità di lottare in un match per il Tohoku Jr. Heavyweight Title, perdendo contro TAKA Michinoku, e per il Tohoku Tag Titles, in coppia con Rasse, perdendo contro Great Sasuke e Dick Togo. Come Yoshitsune prese parte anche ad alcuni show della Big Mouth LOUD e di altre federazioni indipendenti, come ad esempio il roster LOCK UP della New Japan Pro-Wrestling (NJPW).
Lavorò anche per la Dragondoor com Little Dragon (リトル・ドラゴン), un personaggio ispirato dalle figure di Ultimo Dragon, Dragon Kid e Darkness Dragon, ma non raggiunse alcun risultato. Restò nella Dragondoor fino alla sua chiusura.
Debuttò nella HUSTLE nel 2004 come HUSTLE Kamen Ranger Red, guidando i Kamen Rangers nella loro faida contro la Monster Army; i Kamen Rangers spaririono dagli show della HUSTLE dopo HUSTLEmania'06.
Nel 2006 Sugi fu messo sotto contratto dalla neonata El Dorado Wrestling, lottando come El Blazer (エルブレイザー). Con la stessa identità lottò anche per la Global Professional Wrestling Alliance e nell'Indy Summit 2006 fu uno dei rappresentanti della El Dorado.
Il 20 agosto 2006 Sugi presentò AHII, il suo nuovo personaggio, nella AJPW; tale gimmick rappresenta il frutto della collaborazione tra la federazione e la Sanrio Company Ltd.; il 27 agosto combatté il suo primo match nella AJPW, battendo Voodoo Mask e da allora appare sporadicamente in alcuni match della federazione. La gimmick di AHII è ispirata a quella di Curry Man interpretata da Christopher Daniels.
Nel febbraio 2007, Takuya Sugi chisue ufficialmente il contratto da wrestler a tempo pieno con la El Dorado e con la MPW, continuando a lottare per diverse federazioni indipendenti.
Debuttò nella ZERO1-MAX il 16 luglio 2007 con la gimmick di The★ZEST ; il 24 luglio dello stesso anno conquistò il WWA World Junior Light Heavyweight Championship.
Sugi ha debuttato in una federazione Nord americana il 17 aprile 2008 nella Pro Wrestling Guerrilla con il nome El Blazer.

## Titoli e riconoscimenti
ZERO-1 Max
- WWA World Junior Light Heavyweight Championship (1)

Michinoku Pro Wrestling
- Tohoku Junior Heavyweight Championship (1) (attuale)
- Tohoku Tag Team Championship (1 - con Great Sasuke) (attuale)
- Futaritabi Tag Tournament (2005 - con KAGETORA)

Toryumon X
- Yamaha Cup Tag Tournament (2004 - con SUWAcito)

Pro Wrestling Illustrated
- 355º tra i 500 migliori wrestler singoli nella "PWI 500" (2007)